# Megisba presbyter
Megisba presbyter är en fjärilsart som beskrevs av Hans Fruhstorfer 1922. Megisba presbyter ingår i släktet Megisba och familjen juvelvingar. Inga underarter finns listade i Catalogue of Life.